# Баннерджи, Каушалья
Каушалья Баннерджи (англ. Kaushalya Bannerji, род. XX век, Калькутта) — канадская поэтесса, художница и эссеист.
Каушалья Баннерджи, проживающая в Торонто с 1970-х годов, является дочерью социолога, философа и профессора Химани Баннерджи и профессора, переводчика и писателя Манабендры Бандйопадхьяя (1938-2020). В своей новаторской статье «Лотос другого цвета» она углубилась в культурные сложности, которые сексуальность добавляет к самоощущению человека, особенно выходца из социально консервативного общества. По мнению Баннерджи, эта дилемма усугубляется готовностью многих лесбиянок глобального Юга сохранять свою культурную идентичность и корни, сталкиваясь с предвзятыми/мизогинными и лесбофобными мнениями, которые могут существовать в их обществах относительно сексуальности.

## Избранная библиография
- 1993: "No Apologies" in A Lotus of Another Color: An Unfolding of the South Asian Gay and Lesbian Experience, ed. Rakesh Ratti (Boston: Alyson Publications, Inc.) 59–64.
- 1995: A New Remembrance: Poems, (Toronto: TSAR).
- 1996: Pearls of Passion: A Treasury of Lesbian Erotica (Ed. Makeda Silvera et al.) (Toronto: Sistervision Press)
- 1998: Kaushalya Bannerji. The faces of five o'clock. — Sister Vision Press, 1998-11-11. — ISBN 978-1-896705-10-1.
- 2007: Let the Guitar Raise Her Hand, Selected Lyrics of Silvio Rodriguez (перевод с испанского) (Kolkata: Tarjama Press)
- 2012: Grandfather's Kingdom, the Prose Poems of Josefina de Diego (перевод с испанского) (Kolkata:Tarjama Press)